# Mandy Jiroux
Amanda Michelle Jiroux (nasceu em Phoenix, 15 de dezembro de 1987) é uma cantora DJ e dançarina norte-americana conhecida por fazer o programa The Miley and Mandy Show ao lado de sua melhor amiga Miley Cyrus. É irmã de Garret J. Allen. Apareceu pela primeira vez na televisão no Teen Choice Awards 2008 com Miley Cyrus e dançaram na "Batalha de Dança" como M&M Cru contra o AC/DC. Mandy Jiroux teve uma banda chamada de The Beach Girls e estavam em turnê.